# Charles Richard Britten
Charles Richard Britten, britanski general, * 1894, † 1984.